# Матіас Олесен
Матіас Олесен (люксемб. Mathias Olesen, нар. 21 березня 2001, Люксембург) — люксембурзький футболіст, півзахисник клубу «Кельн» і національної збірної Люксембургу.

## Клубна кар'єра
Народився 21 березня 2001 року в Люксембурзі. Вихованець футбольної школи німецького «Кельна».
У дорослому футболі дебютував 2019 року виступами за другу команду «Кельна», у якій протягом трьох сезонів взяв участь у 54 матчах чемпіонату. 
Починаючи із 2021 року почав залучатися до ігор основної команди «Кельна», проте основним її гравцем не став і на початку 2024 року був орендований швейцарським «Івердон Спорт». 

## Виступи за збірні
2018 року дебютував у складі юнацької збірної Люксембургу (U-17), загалом на юнацькому рівні взяв участь у 9 іграх, відзначившись одним забитим голом.
Протягом 2019–2021 років залучався до складу молодіжної збірної Люксембургу. На молодіжному рівні зіграв в 11 офіційних матчах, забив 1 гол.
2021 року дебютував в офіційних матчах у складі національної збірної Люксембургу.
| Дата       | Місто      | Господарі            | Результат | Гості                | Турнір                               | Голи | Примітки |
| ---------- | ---------- | -------------------- | --------- | -------------------- | ------------------------------------ | ---- | -------- |
| 11-11-2021 | Баку       | Азербайджан          | 1 – 3     | Люксембург           | Відбір до ЧС 2022                    | -    | 88'      |
| 25-3-2022  | Люксембург | Люксембург           | 1 – 3     | Північна Ірландія    | товариський матч                     | -    | 74'      |
| 29-3-2022  | Зениця     | Боснія і Герцеговина | 1 – 0     | Люксембург           | товариський матч                     | -    |          |
| 4-6-2022   | Вільнюс    | Литва                | 0 – 2     | Люксембург           | Ліга націй УЄФА 2022-2023 - 1-й етап | -    | 60'      |
| 7-6-2022   | Торсгавн   | Фарерські острови    | 0 – 1     | Люксембург           | Ліга націй УЄФА 2022-2023 - 1-й етап | -    | 90+5'    |
| 11-6-2022  | Люксембург | Люксембург           | 0 – 2     | Туреччина            | Ліга націй УЄФА 2022-2023 - 1-й етап | -    | 46'      |
| 17-11-2022 | Люксембург | Люксембург           | 2 – 2     | Угорщина             | товариський матч                     | -    | 46'      |
| 20-11-2022 | Люксембург | Люксембург           | 0 – 0     | Болгарія             | товариський матч                     | -    | 11' 46'  |
| 23-3-2023  | Трнава     | Словаччина           | 0 – 0     | Люксембург           | Відбір до ЧЄ 2024                    | -    | 64'      |
| 26-3-2023  | Люксембург | Люксембург           | 0 – 6     | Португалія           | Відбір до ЧЄ 2024                    | -    | 64'      |
| 9-6-2023   | Люксембург | Люксембург           | 0 – 1     | Мальта               | товариський матч                     | -    |          |
| 17-6-2023  | Люксембург | Люксембург           | 2 – 0     | Ліхтенштейн          | Відбір до ЧЄ 2024                    | -    | 46'      |
| 20-6-2023  | Зениця     | Боснія і Герцеговина | 0 – 2     | Люксембург           | Відбір до ЧЄ 2024                    | -    |          |
| 8-9-2023   | Люксембург | Люксембург           | 3 – 1     | Ісландія             | Відбір до ЧЄ 2024                    | -    | 64'      |
| 13-10-2023 | Рейк'явік  | Ісландія             | 1 – 1     | Люксембург           | Відбір до ЧЄ 2024                    | -    | 61'      |
| 16-10-2023 | Люксембург | Люксембург           | 0 – 1     | Словаччина           | Відбір до ЧЄ 2024                    | -    | 90+3'    |
| 16-11-2023 | Люксембург | Люксембург           | 4 – 1     | Боснія і Герцеговина | Відбір до ЧЄ 2024                    | 1    | 75'      |
| 19-11-2023 | Вадуц      | Ліхтенштейн          | 0 – 1     | Люксембург           | Відбір до ЧЄ 2024                    | -    |          |
| Усього     |            | Матчів               | 18        |                      | Голів                                | 1    |          |